# Mufti Slovenije
Mufti Slovenije je vrhovni vodja Islamske skupnosti v Republiki Slovenije, ki ga imenuje Sabor Islamske skupnosti v Republiki Sloveniji, to imenovanje pa mora potrditi še Sabor Islamske skupnosti v Bosni in Hercegovini.

## Seznam
- Osman Đogić (oktober 2001-15. maj 2005)
- Ibrahim Malanović (v.d.)
- Nedžad Grabus (april 2006-2021)
- Nevzet Porić (junij 2021-) (umeščen marca 2022)